# Cobana guatemalensis
Cobana guatemalensis là một loài thực vật có hoa trong họ Diên vĩ. Loài này được (Standl.) Ravenna miêu tả khoa học đầu tiên năm 1974.